# Panorama Hotel Prague
Panorama Hotel Prague je čtyřhvězdičkový hotel v Praze na Pankráci. 

## Popis a historie

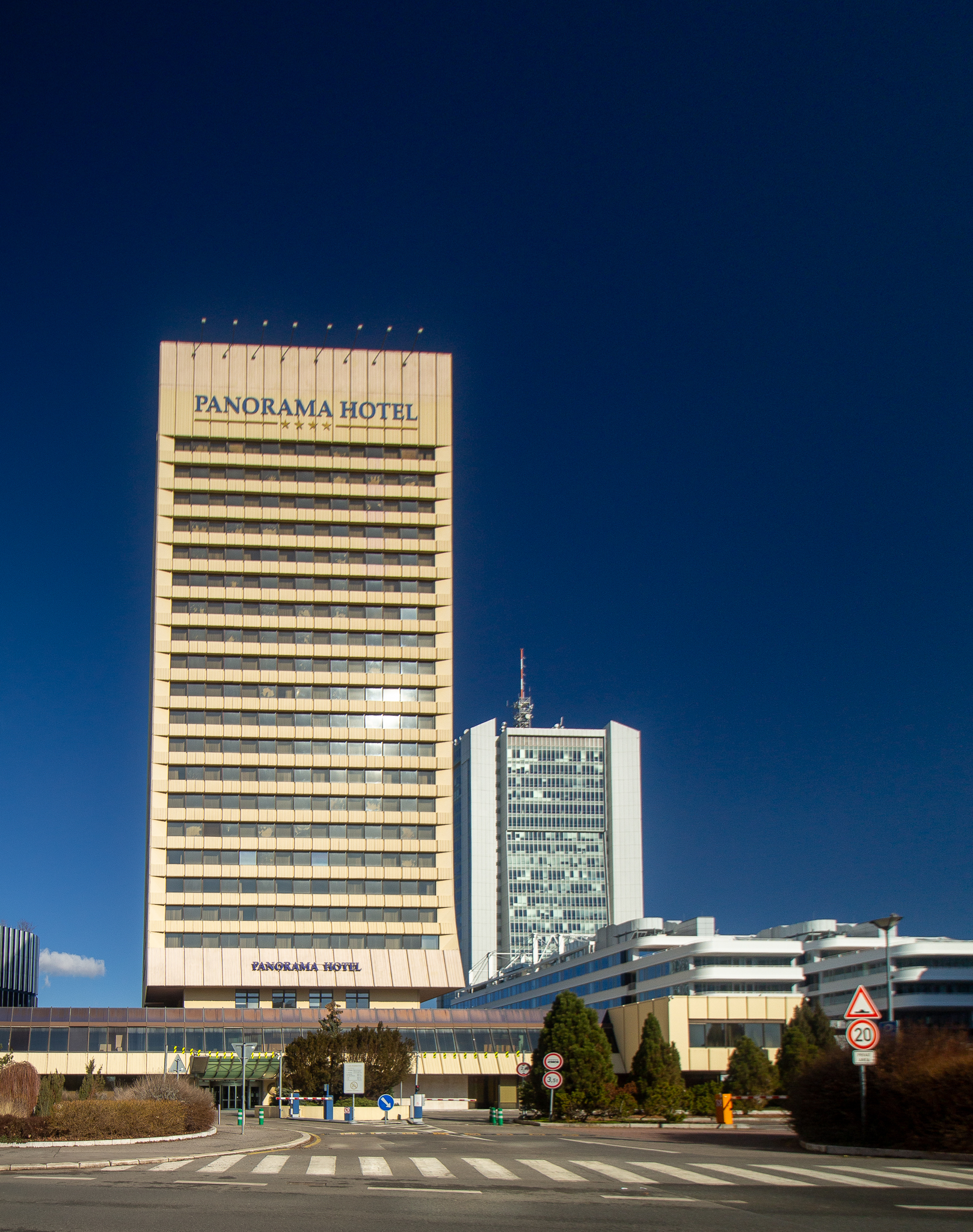
Hotel Panorama

Budova hotelu má 24 podlaží a výšku 79 metrů. 
Za návrhem hotelu stojí architekti Alois Semela a Vlado Alujević. Výstavba byla zahájena v roce 1979 a dostavěna byla o 4 roky později v roce 1983. Po dokončení se jednalo o druhou výškovou budovu na Pankrácké pláni. První byla v blízkosti stojící 104 metrová budova Motokov (dnes City Empiria), která byla dostavěna již v roce 1977 jako sídlo podniku pro mezinárodní obchod Motokov. 
Hotel disponuje 440 pokoji, hostům nabízí mimo jiné krytý bazén, lázeňské služby. 